# Голубкова, Маремьяна Романовна
Маремья́на Рома́новна Голубко́ва (1 марта (17 февраля) 1893 — 8 сентября 1959) — русская и советская сказительница, писательница.

## Биография
Родилась 1 марта 1893 году в деревне Голубковка Пустозерской волости Печорского уезда Архангельской губернии в семье батрака. Рано осиротела и «пошла в люди». Занималась рыболовством, вязала сети. В 1930-е годы работала в колхозе. В конце 1930-х годов переехала в Нарьян-Мар. В 1937 году, когда Маремъяна Голубкова работала сторожем в окружной газете «Няръяна вындер», сотрудник газеты, собиратель фольклора Н. П. Леонтьев записал со слов Маремьяны Голубковой и обработал её сказы, плачи, причитания. Вскоре в газете появилась первая публикация М. Р. Голубковой (в обработке Леонтьева) — сказ «Я не жизнь жила — горе мыкала».
В 1939 году М. Р. Голубкова окончила обучение по программе школы для неграмотных. В годы Великой Отечественной войны создала несколько сказов антифашистской направленности «Проклятие Гитлеру», «Пусть падут слова материнские» и др. В 1943 году принята в члены ВКП(б). В 1946 году принята в Союз писателей СССР.
Умерла 8 сентября 1959 года в Москве, похоронена в Архангельске на Кузнечёвском (Вологодском) кладбище (могила объявлена объектом культурного наследия).

## Творчество
Автобиографические повести «Два века в полвека», «Оленьи края», «Мать Печора», объединённые в трилогию «Мать Печора», роман «Маришка» созданы в соавторстве с Н. П. Леонтьевым. Реалистически показывая судьбу бедной печорской рыбачки, авторы широко использовали сказовую народную лексику Севера. От М. Р. Голубковой записано более 400 песен, причетов, сказов, плачей, загадок и частушек.